# Ленинский (Мглинский район)
Ленинский — поселок в Мглинском районе Брянской области в составе Краснокосаровского сельского поселения.

## География
Находится в северо-западной части Брянской области на расстоянии приблизительно 17 км на север-северо-запад по прямой от районного центра города Мглин.

## История
Упоминался с первой половины XX века как колхоз им. Ленина. На карте 1941 года отмечен был как поселение с 44 дворами.

## Население
Численность населения: 38 человек (русские 100 %) в 2002 году, 19 в 2010.